# فرودگاه استونسویل
فرودگاه استونسویل (به انگلیسی: Stevensville Airport) یک فرودگاه همگانی بهره‌برداری هوایی است که یک باند فرود آسفالت دارد و طول باند آن ۱۱۵۸ متر است. این فرودگاه در کشور کانادا قرار دارد و در ارتفاع ۱۱۰۰ متری از سطح دریا واقع شده است.